# Trastorno por consumo de opioides
El trastorno por consumo de opioides (Opioid use disorder en inglés), es un patrón de comportamiento en el cual el consumo de opioides provoca un deterioro significativo en la salud y calidad de vida.  Entre los síntomas del trastorno se incluyen: un poderoso deseo por consumir opioides, un aumento en la tolerancia a los mismos, dificultad para cumpilir con compromisos y obligaciones, problemas para reducir su consumo, además del síndrome de abstinencia que aparece con la suspensión del consumo. La abstinencia a opioides puede provocar varios síntomas entre los que se incluyen náuseas, dolores musculares, diarrea, dificultad para dormir, agitación y mal humor. La adicción y la dependencia son componentes siempre presentes de un trastorno por consumo de sustancias. Las complicaciones pueden incluir sobredosis, suicidio, VIH/SIDA, hepatitis C, problemas matrimoniales y desempleo.
Entre los opioides se incluyen sustancias como la heroína, morfina, fentanilo, codeína, tramadol, oxicodona y la hidrocodona entre otros fármacos análogos. En los Estados Unidos, la mayoría de los usuarios de heroína comienzan consumiendo opioides recetados, que también pueden comprarse ilegalmente. Los factores de riesgo para el abuso de opioides incluyen antecedentes de consumo de otras sustancias, antecedentes de consumo de sustancias entre familiares y amigos, enfermedad mental, nivel socioeconómico bajo y raza.  El diagnóstico puede basarse en los criterios de la Asociación Estadounidense de Psiquiatría en el DSM-5. Se hace el diagnóstico si se presentan más de dos de un total de once criterios en el plazo de un año. Se descartan los criterios de tolerancia y abstinencia si la persona está consumiendo opioides según una indicación médica.
Las personas con un trastorno por consumo de opioides a menudo reciben tratamiento de reemplazo de opioides con metadona o buprenorfina. Ya que dicho tratamiento reduce la mortalidad. Adicionalmente las personas que padecen este trastorno pueden beneficiarse con diferentes formas de apoyo de los profesionales de la salud mental, tales como la terapia cognitivo conductual, la terapia grupal, los programas de doce pasos y los programas de apoyo entre pares. El medicamento naltrexona también puede ser útil para prevenir una recaída. La naloxona es útil para tratar una sobredosis de opioides y es beneficioso enseñar a familiares y amigos a administrar la naloxona para tratar a las personas en riesgo.
En 2013, el trastorno por consumo de opioides afectó a alrededor del 0,4 % de las personas del mundo. Desde 2016, cerca de 27 millones de personas se han visto afectadas. El consumo de opioides a largo plazo se presenta en aproximadamente el 4 % de las personas que han sido tratadas con opioides por dolor relacionado con un traumatismo o una cirugía. El comienzo se presenta a menudo en la edad adulta joven. Los hombres se ven afectados con más frecuencia que las mujeres. En 2015 causó 122 000 muertes en todo el mundo, frente a las 18 000 muertes en 1990.

En Estados Unidos durante 2016 hubo más de 42.000 muertes por sobredosis de opioides, de las cuales más de 15.000 fueron consecuencia del consumo de heroína. 
Esto fue seguido por un aumento significativo en 2020 con 68.630 muertes reportadas y de nuevo en 2021 con 80.411 muertes por sobredosis reportadas, relacionadas con opioides.